# То Рот, Пётр
Блаженный Пётр То Рот (англ. Peter To Rot, 5 марта 1912, Ракунай, Новая Британия, Германская Новая Гвинея — 7 июля 1945, Ракунай, Новая Британия, Новая Гвинея) — католик из Папуа — Новой Гвинеи, катехизист, лидер местных католиков во время Второй мировой войны, когда императорские японские войска оккупировали регион. Отстаивал религиозные ценности перед лицом японского гнёта и продолжал проводить тайные мессы даже после официального запрета. То Рот открыто критиковал японские взгляды на многожёнство.
Беатифицирован в Папуа — Новой Гвинее в 1995 году. Его канонизация была утверждена в 2025 году.

## Биография

### Образование и брак
Родился 5 марта 1912 года на острове Новая Померания в тогдашней германской Новой Гвинее, третий из шести детей деревенского старосты Анджело Ту Пуйа и его жены Марии Иа Тумул, которые оба обратились в католичество в 1898 году.
Его отец обучил сына основам катехизиса и отправил его в местную миссионерскую школу в 1919 году, несмотря на то, что в то время образование не было обязательным. В 1930 году приходской священник Ракуная попросил его отца позволить То Роту начать обучение на священника, на что тот ответил, что предпочтёт видеть сына катехизатором. В 1930 году поступил в колледж Святого Павла в Талилигапе, управляемый миссионерами Священного Сердца. В 1933 году был назначен катехизатором прихода Ракуная, а затем вернулся в свою деревню, где продолжил помогать местному священнику.
11 ноября 1936 года он женился на Пауле Иа Варпит; у пары родилось трое детей: один умер в младенчестве, а другой вскоре после войны. Последний ребёнок родился уже после смерти То Рота и дожил до преклонного возраста.

### Катехизист
После того, как японские войска оккупировали страну в марте 1942 года, вытеснив австралийский гарнизон, военные интернировали всех иностранных миссионеров. Приходской священник свой приход на То Рота, который стал его неоспоримым лидером. Он заботился о больных и бедных, а также стремился лучше обучать новообращённых. К концу 1943 года японские власти ввели ограничение на религиозные службы, а спустя несколько месяцев и вовсе их запретили. То Рот продолжал проводить мессы в тайне и не боялся преследований. После разрушения здания церкви он организовал подпольную церковь за пределами деревни; там же он хранил записи о крещениях и браках.
То Рот вступил в конфликт с японцами после того, как помог предотвратить похищение жены протестанта, которую возжелал и хотел сделать своей второй женой местный полицейский, работающий на японцев. Хотя японские власти узаконили взятие второй жены, То Рот выступал против этого, поскольку полигамия противоречит доктрине.

### Арест и смерть
Японцы запретили То Роту проповедовать и установили за ним слежку. По доносу его дом обыскали и обнаружили предметы религиозного культа. Он был арестован на Рождество 1944 года.
То Рота доставили в полицейский участок, где начальник полиции спросил, ведёт ли он проповедническую деятельность, на что катехизатор ответил утвердительно. Его избили и поместили в камеру. Методистский вождь Навунарама и христианский вождь Ракуная не смогли добиться его освобождения. То Рот признался своей матери, что знает о своей скорой смерти, но более чем готов умереть за Иисуса Христа. Его приговорили к двум месяцам заключения в концентрационном лагере Вунайара. Его жена уговаривала его оставить катехизаторство, но То Рот был непреклонен и не собирался отказываться от своих обязанностей перед людьми.
7 июля полицейские сообщили То Роту, что вечером придёт японский врач, чтобы дать ему лекарство. Своей матери он сказал, что подозревает, что это уловка, поскольку не жалуется на здоровье. Жене же он велел принести ему крест и хорошую одежду. Врач сделал ему смертельную инъекцию, а затем дал что-то выпить. Когда охранники увидели, что яд действует медленно, они заставили его лечь, а врач закрыл ему рот. У То Рота начались судороги; охранники держали его и били палками по спине и голове пока тот не умер.
После этого полицейский отправился в Ракунай и объявил о смерти То Рота «от болезни». Когда его дядя поехал забирать тело племянника, то обнаружил на нём явные следы избиения и удушения; на руке имелся чёткий след от иглы. То Рот был похоронен с почестями вождя на католическом кладбище; церемония прощания прошла тихо, поскольку люди боялись японцев.

## Почитание
14 января 1986 года То Роту присвоили титул слуги Божьего. 2 апреля 1993 года папа Иоанн Павел II объявил его досточтимым, подтвердив, что То Рот был убит in odium fidei («из ненависти к вере»). Беатифицирован 17 января 1995 года на стадионе имени сэра Джона Гиса в Порт-Морсби папой Иоанном Павлом II во время визита в Папуа — Новую Гвинею.
5 марта 2012 года правительство Папуа — Новой Гвинеи выпустило серию почтовых марок в честь столетия со дня его рождения.
День памяти — 7 июля.